# Kullervo Manner
Kullervo Manner (født 12. oktober 1880 i Kumo, død 15. januar 1939 i Ukhta, Sovjetunionen) var en finsk kommunist-leder. I årene 1917-1918 var han partileder i Finlands Socialdemokratiske Parti. Under den finske borgerkrig var Manner leder for De Røde og var statsminister i den kortlivede, såkaldte Finlands socialistiske arbejderrepublik tidligt i 1918.
Efter nederlaget i borgerkrigen flygtede Manner til den Russiske Føderative Sovjetrepublik, hvor han blev leder for Finlands Kommunistiske Parti i eksil fra 1920 til 1935. Han blev derefter et af de mange ofre for Josef Stalins udrensninger og blev dømt til ti års tvangsarbejde og døde af tuberkulose i fangelejren.